# Thomas Shimada
Thomas Shimada (nascido em 10 de fevereiro de 1975) é um ex-jogador de tênis profissional que representava o Japão, embora tenha nascido nos Estados Unidos, especificamente em Filadélfia, Pensilvânia.

## Carreira
Profissionalizou-se em 1993 e conquistou um total de três títulos de duplas da ATP.
Thomas participava principalmente de torneios de duplas da ATP, onde alcançou em 23 de março de 2001 o número 40, seu ranking mundial mais alto da carreira. Já em simples, em 23 de março de 1997, chegou ao número 477.